# 1906 aux Pays-Bas
Chronologie des Pays-Bas
- 1902
- 1903
- 1904
- 1905
- 1906
- 1907
- 1908
- 1909
- 1910

Cet article présente les faits marquants de l'année 1906 aux Pays-Bas.

## Décès
- 30 mars : Betsy Perk, écrivaine et féministe néerlandaise (° 26 mars 1833).
- 2 juin : Pieter de Josselin de Jong, peintre, graveur, aquarelliste et illustrateur néerlandais (° 2 août 1861).